# La Douceur du village
Pour plus de détails, voir Fiche technique et Distribution.
La Douceur du village est un film documentaire français de court métrage réalisé par François Reichenbach, sorti en 1964.

## Synopsis
Le maître d'école de Loué, village de la Sarthe, commente les petits événements de la vie locale.

## Fiche technique
- Titre : La Douceur du village
- Réalisateur : François Reichenbach
- Scénario : François Reichenbach
- Images : François Reichenbach et Jean-Marc Ripert
- Musique : Michel Legrand
- Montage : Chris Marker[1], Jane Dobby, Huguette Meusnier, Jacqueline Lecompte
- Son : Jean-Jacques Campignon
- Directeur de production : Roger Fleytoux
- Société de production : Les Films de la Pléiade
- Durée : 47 min
- Date de sortie : 
  - France : mai 1964 (Festival de Cannes, sélection officielle)

## Distinctions
- Grand Prix du court métrage (ex æquo avec Le Prix de la victoire) au Festival de Cannes 1964[2]